# Maisoncelles (Haute-Marne)
Maisoncelles is een gemeente in het Franse departement Haute-Marne (regio Grand Est) en telt 56 inwoners (2009). De plaats maakt deel uit van het arrondissement Chaumont.

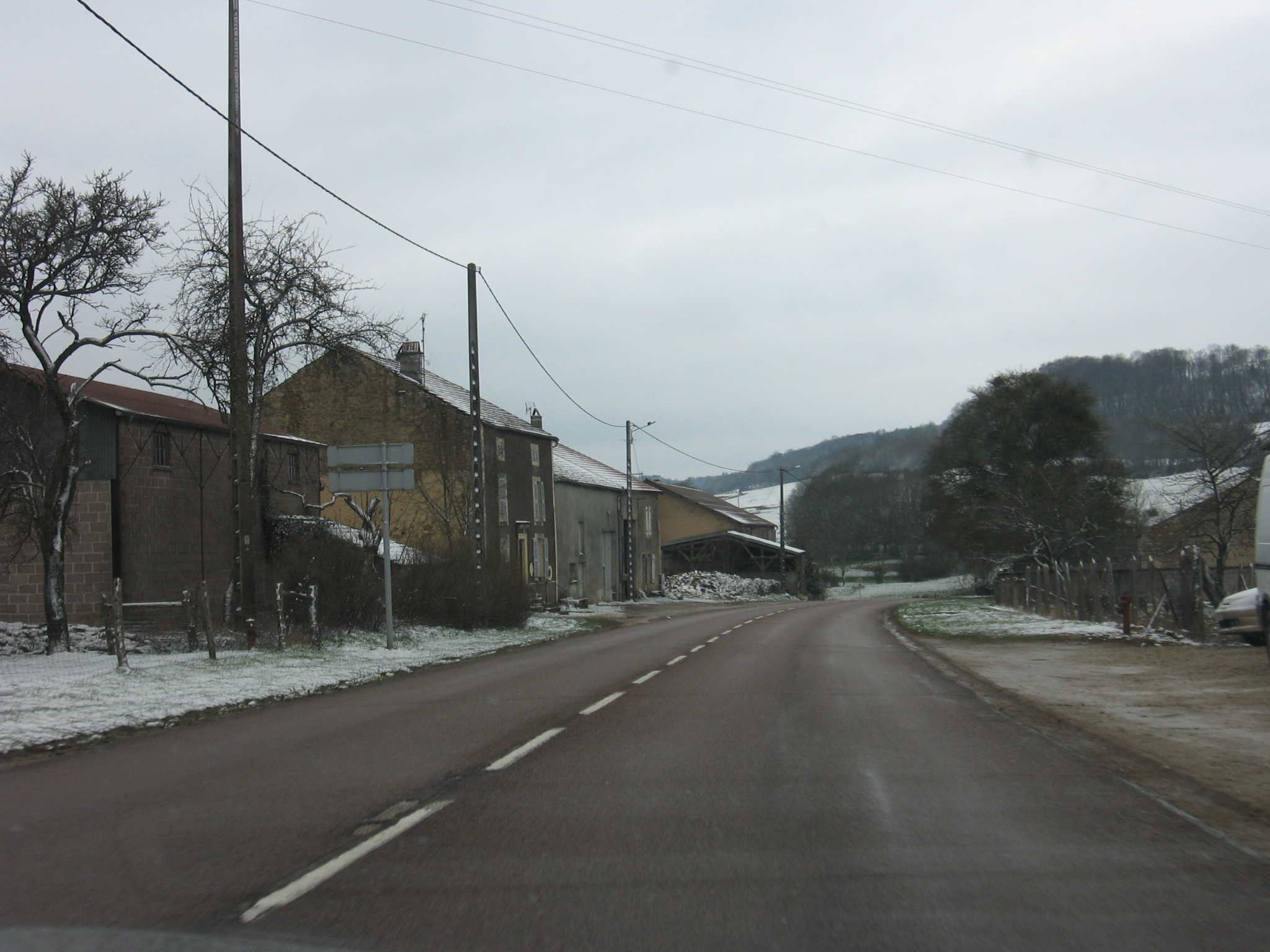
Maisoncelles

## Geografie
De oppervlakte van Maisoncelles bedraagt 4,3 km², de bevolkingsdichtheid is dus 13 inwoners per km².
De onderstaande kaart toont de ligging van Maisoncelles (Haute-Marne) met de belangrijkste infrastructuur en aangrenzende gemeenten.

## Demografie
Onderstaande figuur toont het verloop van het inwonertal (bron: INSEE-tellingen).